# Thermopapier

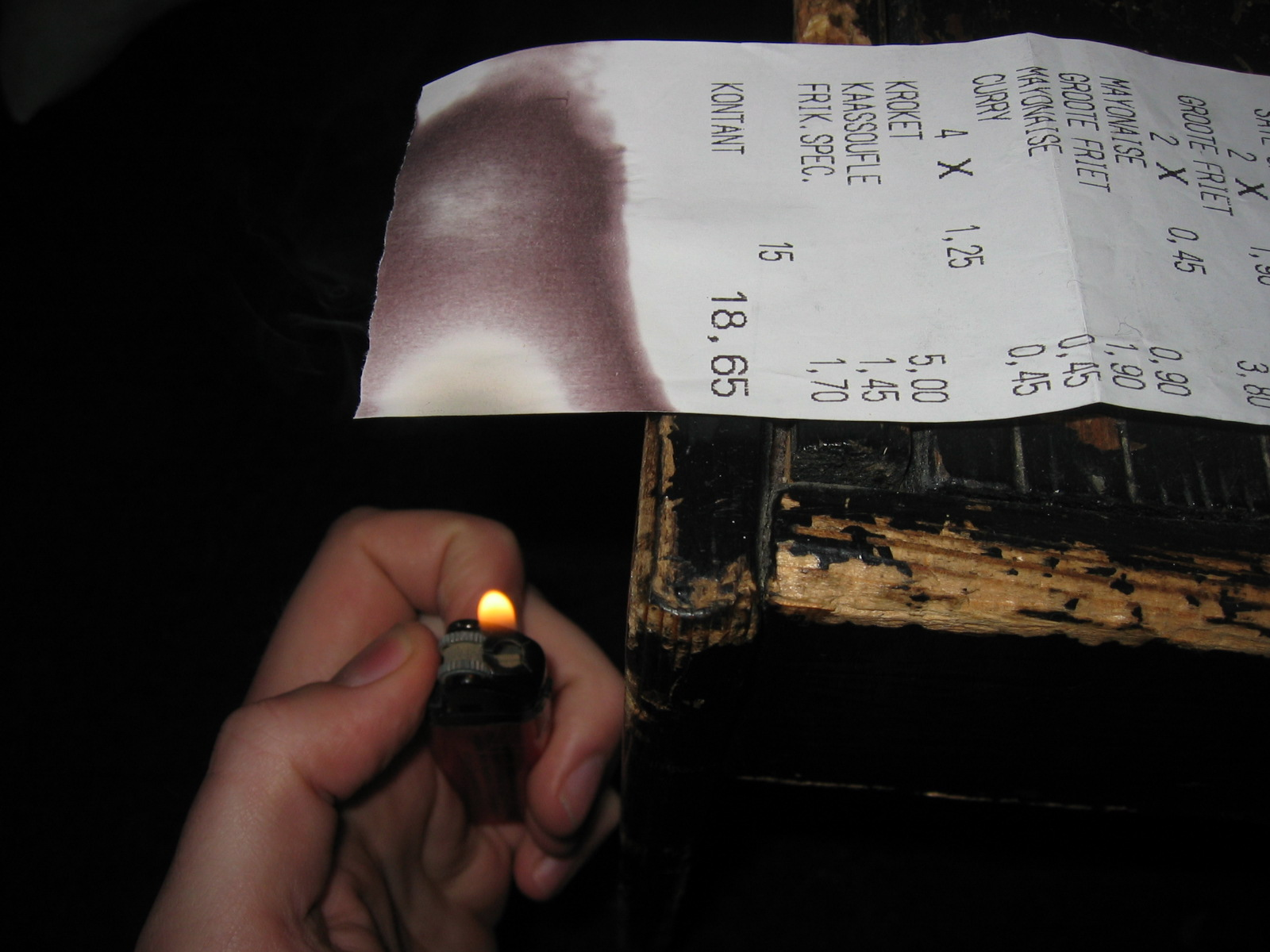
Ein Kassenbon auf Thermopapier. Eine Wärmequelle färbt das Papier ein.

Thermopapier ist eine spezielle Papiersorte für das Thermodruckverfahren. Es ist auf der zu bedruckenden Seite mit einer temperaturempfindlichen Schicht versehen, die unter Einwirkung von Wärme einen Farbstoff ausbildet.

## Aufbau und Eigenschaften
Thermopapiere enthalten eine thermochrome Schicht, die aus einem Dreikomponentengemisch besteht. Dieses Gemisch besteht im Ausgangszustand aus folgenden Teilen:
1. einem pH-sensitiven Leukofarbstoff wie z. B. Kristallviolettlacton
2. einem schwach sauren Farbentwickler wie z. B. Bisphenol A oder Gallussäureoctylester
3. einem aliphatischen Lösungsmittel. Dieses Lösungsmittel, in der Fachsprache auch als Solvens bezeichnet, besteht aus langkettigen aliphatischen Alkoholen, Carbonsäureamiden, Carbonsäureestern oder Carbonsäuren.

Unter Hitzeeinwirkung schmilzt das Solvens, sodass der Leukofarbstoff und der Entwickler zusammentreffen und die Farbreaktion ermöglicht wird.
Thermopapiere sind in verschiedenen Farben verfügbar, am häufigsten wird Schwarz eingesetzt, gefolgt von Blau. Durch unterschiedlich hohe Drucktemperaturen lassen sich auf dafür geeignetem Thermopapier in speziellen Druckern auch mehrere Farbstufen realisieren. Bedingt durch den höheren technischen Aufwand kommt es bei den typischen kommerziellen und industriellen Anwendungen jedoch nicht zum Einsatz.
Thermopapier wird meist auf einem Kunststoff- bzw. Pappkern aufgewickelt geliefert. Es ist in Flächengewichten von 48 bis ca. 240 g/m² erhältlich. Für den Beleg- und Quittungsdruck weisen Thermorollen standardmäßig ein Papiergewicht von 48 bis 55 g/m² auf. Für Eintrittskarten, Gutscheine, Fahrscheine und Lottobelege werden die stärkeren Papierqualitäten eingesetzt. Durch das dickere Papier, das eine höhere Toleranz gegenüber mechanischer Belastung aufweist, bleibt auch die Druckqualität länger erhalten.
Zertifiziert werden Papiersorten für den Lebensmittelbereich (Freigabe in Deutschland von der ISEGA-Forschungs- und Untersuchungsgesellschaft mbH, Aschaffenburg) und für die Umweltverträglichkeit (neben dem Blauen Engel ist auch das Zertifikat Nordic Swan bekannt, Letzteres aber als Zusammenarbeit einiger Papierhersteller und deshalb nicht unabhängig).

## Technik
Das Thermopapier wird an den zu beschreibenden Stellen punktuell durch kleine Heizelemente, die reihenförmig in der Breite des zu bedruckenden Papiers angeordnet sind, erhitzt. Dadurch reagieren auf dem Papier untergebrachte Farbbildner und Entwickler und ergeben das Druckbild.
Einfache Thermodrucker für den Privathaushalt bedrucken das Papier mit mindestens 90 °C, da sich haushaltsübliche Papiersorten ab ca. 70 °C oder etwas höher verfärben. Papier für Parkscheine, das im Sommer hohen Temperaturen und hoher Strahlungsintensität ausgesetzt ist, wird mit bis zu 120 °C bedruckt, da die Reaktionstemperatur des Papiers hier höher liegen muss. Sie wird durch die „statische Sensitivität“ bestimmt.
Preiswerte Faxgeräte können meist nur wenig schneller drucken, als es die Datenrate bei Faxsendungen erfordert (ca. 10–15 Sekunden pro Seite), hochwertige Papiersorten für den Strichcodeetikettendruck können mit Geschwindigkeiten von bis zu 400 mm pro Sekunde bedruckt werden. In druckfreien Bereichen kann das Papier selbstverständlich schneller transportiert werden.
Genauere chemische Zusammensetzungen werden in vielen Fällen als Betriebsgeheimnis geheim gehalten.

## Aufbewahrung
Thermopapiere altern, auch abhängig von der Intensität der Bedruckung (Wärme beim Druckvorgang) und bei der Lagerung bei höheren Temperaturen wie bei direkter Sonnenbestrahlung sehr schnell, sodass die Schrift schon nach wenigen Wochen stark verblasst. Es gibt auch Thermopapiere mit 25-jähriger Haltbarkeitsgarantie, in Japan werden Papiersorten mit „nahezu unbegrenzter Archivierbarkeit“ produziert. Die angegebenen Werte beziehen sich allerdings auf ca. 20 °C und 50 % relativer Luftfeuchtigkeit, ohne direkten Sonnenlichteinfluss – also Situationen, die im Privathaushalt und in den meisten Büroräumen nicht ganzjährig anzutreffen sind.
Thermopapierdrucke gelten daher generell als nicht dokumentenecht. Bei Rechnungen und anderen Dokumenten, die über mehrere Jahre aufbewahrt werden müssen, ist dies problematisch. Hier sollte notfalls eine Kopie auf Normalpapier angefertigt werden, worauf auf der Rückseite solcher Ausdrucke teilweise hingewiesen wird – es bleibt also dem Kunden überlassen, bei Bedarf haltbare Kopien herzustellen.
Um das Schriftbild möglichst lange zu erhalten, sollte man Thermopapier nicht dem direkten Sonnenlicht und keiner großen Wärme aussetzen. Weichmacher, wie sie z. B. in Kunststofffolien oder Klebeband enthalten sind, können die Schrift entfernen. Auch Gerbstoffe, wie sie gelegentlich in Leder (Geldbörsen) vorkommen, können das Druckbild verblassen lassen. Der Ausdruck kann ebenfalls durch den Kontakt mit Desinfektionsmitteln, Lösungsmitteln, Ölen und Fetten unlesbar werden.
Häufig kann ein ausgeblichener Aufdruck durch vorsichtiges Erwärmen (Fön, Heißluftpistole, Bügeleisen bei niedriger Temperatur und einem zwischengelegten Blatt Papier als Schutz) wieder sichtbar gemacht werden.

## Entsorgung
Die Frage der Entsorgung, ob im Altpapier oder im Restmüll, ist umstritten und auch von dem verwendeten Typ von Thermopapier abhängig. In der Vergangenheit verwendete Thermopapiere mit Bisphenol A (BPA) sollten generell im Restmüll entsorgt werden, neuere Entwicklungen und Thermopapiere ohne BPA können hingegen auch im Altpapier entsorgt werden. So meint etwa der Verband Deutscher Papierfabriken (VDP), dass Thermopapiere ohne Bisphenol A unbedenklich im Altpapier entsorgt werden können. Auf Grund mangelnder Unterscheidbarkeit durch den Verbraucher empfiehlt das Umweltbundesamt hingegen (trotz Beschränkung von Bisphenol A in der EU seit 1. Januar 2020), Thermopapiere weiterhin als Restmüll zu entsorgen.

## Gesundheitsgefahren
Thermopapiere die Bisphenol A als Farbentwickler einsetzen gelten als gesundheitsschädlich: Eine deutlich erhöhte Belastung von Kassenpersonal in Supermärkten wurde nachgewiesen.
In der EU dürfen Kassenbons kein Bisphenol A mehr enthalten. Allerdings sind andere Bisphenole (z. B. Bisphenol F und Bisphenol S), die ebenfalls in Thermopapier verwendet werden, weiterhin erlaubt. Es spricht vieles dafür, dass diese Ersatzstoffe genauso schädlich sind, wie Bisphenol A und auch Alternativen aus anderen Stoffklassen keine unbedenkliche Alternative sind. Für 19 potenzielle chemische Alternativen zu BPA für Thermopapier, die in einer Evaluation der EPS untersucht wurden, wurden keine klar sichereren Alternativen gefunden.

## Rechtliches

### Bisphenol A

Strukturformel Bisphenol A

Im Juli 2016 hat die EU-Kommission einem Vorschlag der Europäischen Chemikalienagentur zugestimmt, das Vorkommen von Bisphenol A (BPA) in Thermopapier zukünftig zu beschränken. Seit 2020 darf die Konzentration von BPA in Thermorollen nicht mehr als 0,02 Prozent betragen – was einem Verbot gleichkommt. BPA darf seitdem nicht mehr bei der Papierherstellung hinzugefügt werden. Der erlaubte Restgehalt kann aus Recyclingpapier kommen. Die Industrie ist auf andere Stoffe umgestiegen wie Bisphenol S oder hat Verfahren für die Beschichtung entwickelt, die ohne Farbentwickler auskommen.
In der Schweiz gilt seit dem  16. Dezember 2020 ein Verwendungsverbot von BPA in Thermopapier.

### Bisphenol-S

Strukturformel Bisphenol S

Bedingt durch das Verbot für Bisphenol A erwartet die Europäische Chemikalienagentur den Einsatz von Bisphenol S (BPS), neben Pergafast 201 and D8, ab 2022 insbesondere von Bisphenol-S. Auch gegen diesen Stoff wurden gesundheitliche Bedenken erhoben. Eine Neubewertung der gesundheitlichen Gefahren durch die Europäische Chemikalienagentur läuft seit 2014 und wird von Belgien durchgeführt. Bis zum 17. Oktober 2022[veraltet] läuft eine öffentliche Konsultation zur Einstufung als besonders besorgniserregender Stoff (SVHC).
In der Schweiz gilt seit dem  16. Dezember 2020 ein Verwendungsverbot von BPS in Thermopapier.

## Entwicklungen
Seit den 2000er Jahren wurden die eingesetzten Drucker und die Thermopapiere qualitativ verbessert, vor allem wurden Fortschritte bei der Lagerbarkeit bedruckter Thermopapiere erzielt. Die Entwicklung geht momentan dahin, für spezielle Anwendungen wiederbeschreibbare Thermofolien einzuführen, die sich mehrfach beschreiben und löschen lassen.
Etliche Anbieter solcher Papiere bieten seit 2010 BPA-freie Produkte an und bewerben diese entsprechend, einer Empfehlung des Umweltbundesamts folgend.
Seit 2017 gibt es Thermopapier ohne chemische Entwickler auf dem Markt. Bei diesem wird das Basispapier vollflächig mit einem Pigment (schwarz) bestrichen, auf dem dann eine Polymerschicht aus kleinen Polymerkugeln aufgebracht wird. Unter Wärmeeinwirkung kollabieren die Polymerkugeln, so dass der Farbstoff sichtbar wird.